# Litokarpus
Litokarpus (Lithocarpus Blume) – rodzaj roślin z rodziny bukowatych (Fagaceae Dumort.). Według The Plant List w obrębie tego rodzaju znajduje się 336 gatunków o nazwach zweryfikowanych i zaakceptowanych, podczas gdy kolejnych 7 taksonów ma status gatunków niepewnych (niezweryfikowanych). Wszyscy przedstawiciele rodzaju występują naturalnie w Azji Południowo-Wschodniej. Zaliczano tu jeden gatunek (L. densiflorus) z zachodniej części Ameryki Północnej, jednak wyodrębniony on został w osobny rodzaj Notholithocarpus. Rosną w wiecznie zielonych lasach subtropikalnych i w ciepłym klimacie umiarkowanym.
Kilka zimozielonych gatunków bywa uprawianych jako rośliny ozdobne w ogrodach w ciepłym klimacie. Ze względu na rzadkie zawiązywanie nasion w uprawie – nie są zbyt popularne.

## Morfologia
PokrójZimozielone drzewa (w tym sięgające do 45 m wysokości lub krzewy.
LiścieUlistnienie jest naprzemianległe. Liście są pojedyncze, skórzaste, a ich blaszka liściowa jest całobrzega, bądź różnie ząbkowana lub piłkowana. Wyposażone są w przylistki.
KwiatyPromieniste, rozdzielnopłciowe (jednopienne), rzadziej obupłciowe, zebrane w wiechowate kwiatostany (męskie są z reguły bardzo wąskie, kłosokształtne), rozwijają się w kątach pędów. Złożone są z 4–8 klapek okwiatu. Kwiaty męskie mają 10–12 wolnych pręcików otaczających bezpłodny słupek. Kwiaty żeńskie mają 10–12  prątniczków ułożonych wokół trójkomorowej zalążni.
OwocePojedyncze orzechy, mniej lub bardziej otoczone przez miseczki. Miseczki są kolczaste, czasem owoce rozwijają się w gęstych skupieniach.
Rodzaje podobneRośliny z rodzaju litokarpus podobne są do dębu. Różnią się od niego kształtem i barwą kwiatów. Ponadto owoce są osadzone w kolczastych miseczkach.

## Systematyka
Pozycja systematyczna
Rodzaj z rodziny bukowatych z rzędu bukowców. 
Lista gatunków